# Oxalis pyrenea
Oxalis pyrenea är en harsyreväxtart som beskrevs av Paul Hermann Wilhelm Taubert. Oxalis pyrenea ingår i släktet oxalisar, och familjen harsyreväxter.

## Underarter
Arten delas in i följande underarter:
- O. p. macrochaeta
- O. p. pubens